# New Florence (Misuri)
New Florence es una ciudad ubicada en el condado de Montgomery en el estado estadounidense de Misuri. En el Censo de 2010 tenía una población de 769 habitantes y una densidad poblacional de 101,03 personas por km².

## Geografía
New Florence se encuentra ubicada en las coordenadas 38°54′31″N 91°27′17″O / 38.90861, -91.45472. Según la Oficina del Censo de los Estados Unidos, New Florence tiene una superficie total de 7.61 km², de la cual 7.56 km² corresponden a tierra firme y (0.71%) 0.05 km² es agua.

## Demografía
Según el censo de 2010, había 769 personas residiendo en New Florence. La densidad de población era de 101,03 hab./km². De los 769 habitantes, New Florence estaba compuesto por el 96.62% blancos, el 0.91% eran afroamericanos, el 0.13% eran amerindios, el 0.13% eran asiáticos, el 0% eran isleños del Pacífico, el 0.39% eran de otras razas y el 1.82% pertenecían a dos o más razas. Del total de la población el 0.78% eran hispanos o latinos de cualquier raza.